# Gabinete Sturgeon II
Nicola Sturgeon formó el Gabinete Sturgeon II luego de la victoria de su Partido Nacional Escocés en las elecciones al Parlamento Escocés de 2016. Sturgeon fue nominada por votación del quinto Parlamento Escocés para el puesto de Ministra Principal el 17 de mayo de 2016. Posteriormente, la reina Isabel II la nombró el 18 de mayo y anunció la formación de un nuevo gobierno minoritario del Partido Nacional Escocés.

## Apoyo parlamentario
| Cámara             | Candidato       | Fecha                                       | Voto |    |    |    |   |   | Ind. | Total  |
| ------------------ | --------------- | ------------------------------------------- | ---- | -- | -- | -- | - | - | ---- | ------ |
| Parlamento Escocés | Nicola Sturgeon | 17 de mayo de 2016 Mayoría simple requerida | Sí   | 63 |    |    |   |   |      | 63/129 |
| Parlamento Escocés | Nicola Sturgeon | 17 de mayo de 2016 Mayoría simple requerida | No   |    | 31 | 24 |   | 5 |      | 59/129 |
| Parlamento Escocés | Nicola Sturgeon | 17 de mayo de 2016 Mayoría simple requerida | Abs. |    |    |    | 6 |   | 1    | 7/129  |

## Composición

### Mayo de 2016-junio de 2018

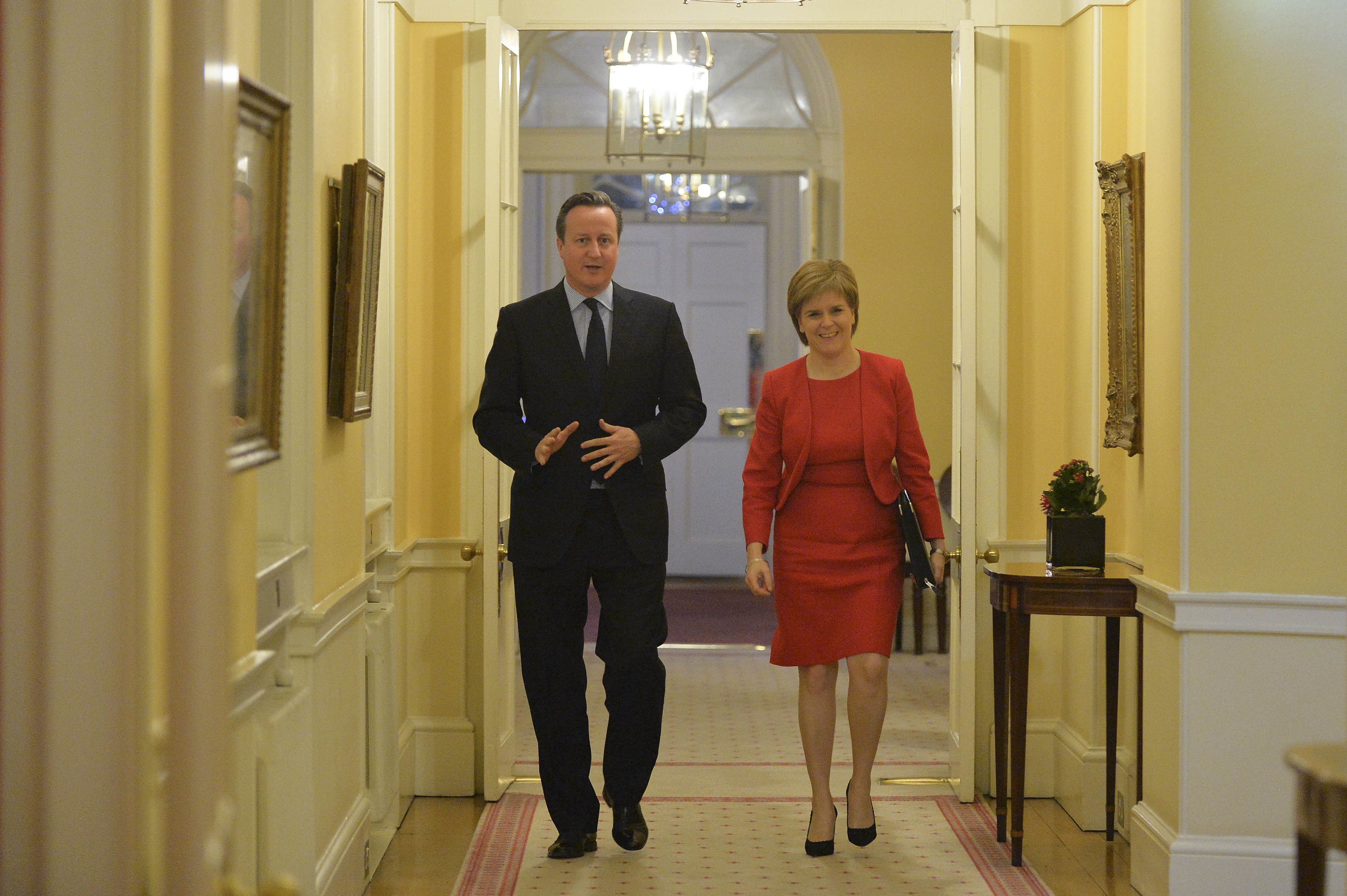
La Ministra Principal de Escocia Nicola Sturgeon se reúne con el primer ministro del Reino Unido David Cameron.

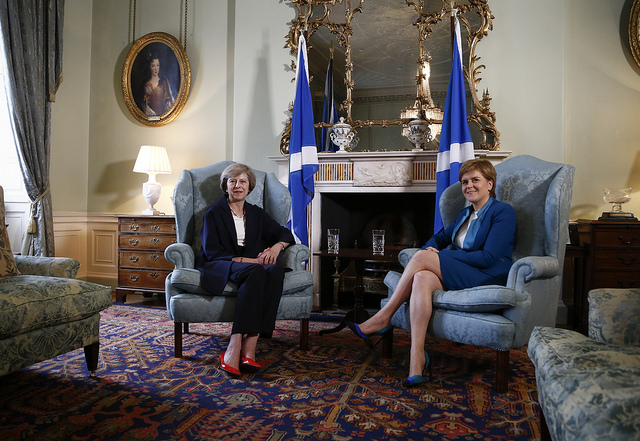
La Ministra Principal de Escocia Nicola Sturgeon se reúne con la primera ministra del Reino Unido Theresa May.

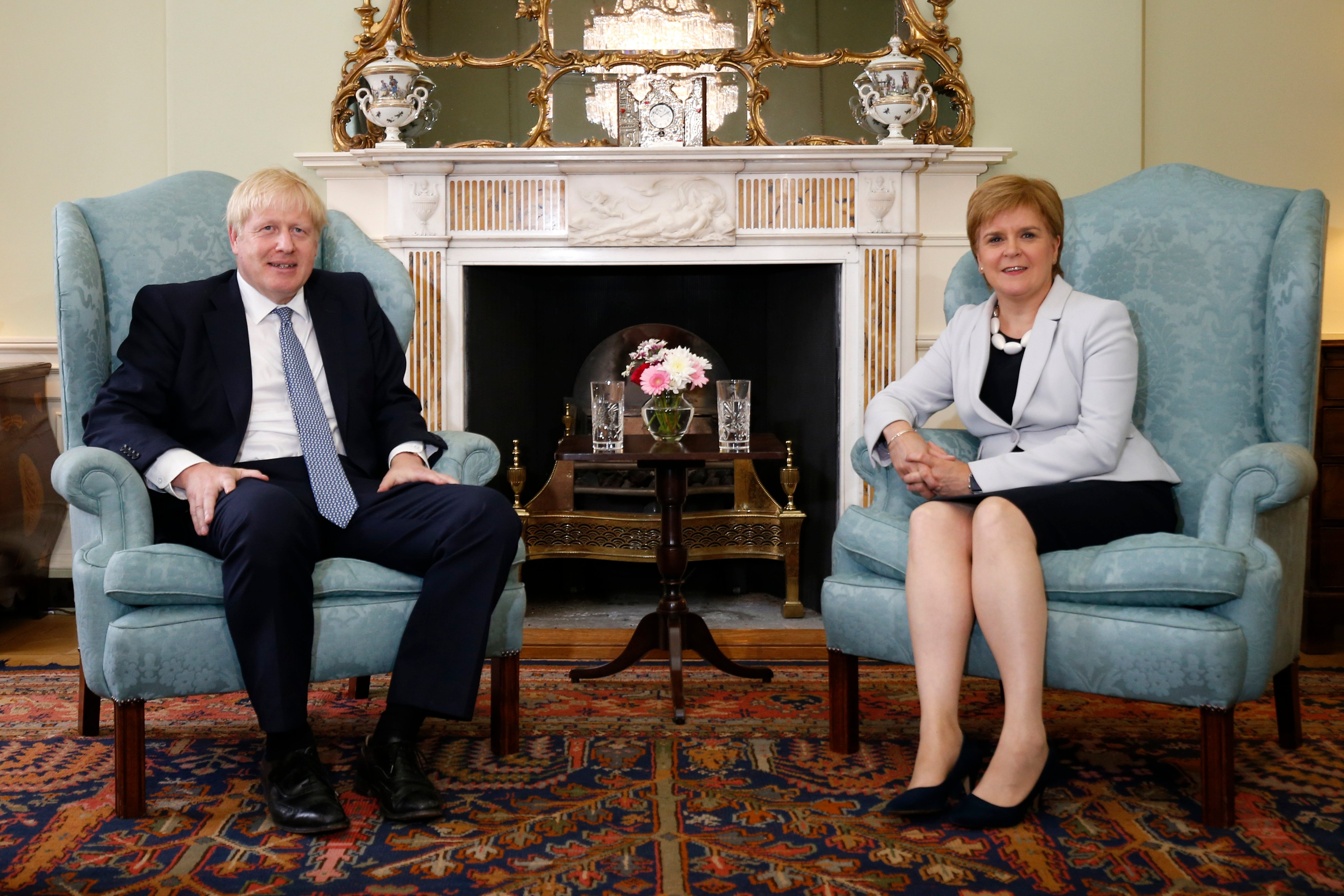
La Ministra Principal de Escocia Nicola Sturgeon se reúne con el primer ministro del Reino Unido Boris Johnson.

| Partido político                                            | Partido político                                   | Partido Nacional Escocés                                                      |       |       |
| Partido político                                            | Partido político                                   | Independiente                                                                 |       |       |
| Nombre                                                      | Nombre                                             | Cargo                                                                         | Cargo | Ref.  |
| Ministra Principal de Escocia                               |                                                    |                                                                               |       |       |
| Nicola Sturgeon 17 de mayo de 2016 - 18 de mayo de 2021     |                                                    | Ministra Principal de Escocia                                                 |       | [ 1 ] |
| Viceministro Principal de Escocia                           |                                                    |                                                                               |       |       |
| John Swinney 17 de mayo de 2016 - 18 de mayo de 2021        |                                                    | Viceministro Principal de Escocia                                             |       | [ 1 ] |
| John Swinney 17 de mayo de 2016 - 18 de mayo de 2021        | Secretario del Gabinete de Educación y Habilidades |                                                                               |       | [ 1 ] |
| Ministros                                                   |                                                    |                                                                               |       |       |
| Derek Mackay 17 de mayo de 2016 - 18 de mayo de 2021        |                                                    | Secretario del Gabinete de Hacienda y Constitución                            |       | [ 1 ] |
| Shona Robison 17 de mayo de 2016 - 18 de mayo de 2021       |                                                    | Secretaria del Gabinete de Salud y Deporte                                    |       | [ 1 ] |
| Roseanna Cunningham 17 de mayo de 2016 - 18 de mayo de 2021 |                                                    | Secretaria del Gabinete de Medio Ambiente, Cambio Climático y Reforma Agraria |       | [ 1 ] |
| Fiona Hyslop 17 de mayo de 2016 - 18 de mayo de 2021        |                                                    | Secretaria del Gabinete de Cultura, Turismo y Asuntos Exteriores              |       | [ 1 ] |
| Angela Constance 17 de mayo de 2016 - 18 de mayo de 2021    |                                                    | Secretaria del Gabinete de Comunidades, Seguridad Social e Igualdades         |       | [ 1 ] |
| Michael Matheson 17 de mayo de 2016 - 18 de mayo de 2021    |                                                    | Secretario del Gabinete de Justicia                                           |       | [ 1 ] |
| Keith Brown 17 de mayo de 2016 - 18 de mayo de 2021         |                                                    | Secretario del Gabinete de Economía, Empleo y Trabajo Justo                   |       | [ 1 ] |
| Fergus Ewing 17 de mayo de 2016 - 18 de mayo de 2021        |                                                    | Secretario del Gabinete de Economía Rural y Conectividad                      |       | [ 1 ] |
| También asisten al Gabinete                                 |                                                    |                                                                               |       |       |
| Leslie Evans 17 de mayo de 2016 - 18 de mayo de 2021        |                                                    | Secretaria Permanente                                                         |       | [ 1 ] |
| Joe FitzPatrick 17 de mayo de 2016 - 18 de mayo de 2021     |                                                    | Ministro de Asuntos Parlamentarios                                            |       | [ 1 ] |
| James Wolffe 17 de mayo de 2016 - 18 de mayo de 2021        |                                                    | Lord Advocate                                                                 |       | [ 1 ] |

### Junio de 2018-febrero de 2020
| Nombre                                                          | Nombre                                             | Cargo                                                                              | Cargo                         | Ref.  |
| Ministra Principal de Escocia                                   | Ministra Principal de Escocia                      | Ministra Principal de Escocia                                                      | Ministra Principal de Escocia |       |
| --------------------------------------------------------------- | -------------------------------------------------- | ---------------------------------------------------------------------------------- | ----------------------------- | ----- |
| Nicola Sturgeon 17 de mayo de 2016 - 18 de mayo de 2021         |                                                    | Ministra Principal de Escocia                                                      |                               | [ 1 ] |
| Viceministro Principal de Escocia                               |                                                    |                                                                                    |                               |       |
| John Swinney 17 de mayo de 2016 - 18 de mayo de 2021            |                                                    | Viceministro Principal de Escocia                                                  |                               | [ 1 ] |
| John Swinney 17 de mayo de 2016 - 18 de mayo de 2021            | Secretario del Gabinete de Educación y Habilidades |                                                                                    |                               | [ 1 ] |
| Ministros                                                       |                                                    |                                                                                    |                               |       |
| Derek Mackay 17 de mayo de 2016 - 18 de mayo de 2021            |                                                    | Secretario de Gabinete de Hacienda, Economía y Equidad Laboral                     |                               | [ 1 ] |
| Jeane Freeman 17 de mayo de 2016 - 18 de mayo de 2021           |                                                    | Secretaria del Gabinete de Salud y Deporte                                         |                               | [ 1 ] |
| Roseanna Cunningham 17 de mayo de 2016 - 18 de mayo de 2021     |                                                    | Secretaria del Gabinete de Medio Ambiente, Cambio Climático y Reforma Agraria      |                               | [ 1 ] |
| Fiona Hyslop 17 de mayo de 2016 - 18 de mayo de 2021            |                                                    | Secretaria del Gabinete de Cultura, Turismo y Asuntos Exteriores                   |                               | [ 1 ] |
| Aileen Campbell 17 de mayo de 2016 - 18 de mayo de 2021         |                                                    | Secretaria del Gabinete de Comunidades y Gobierno Local                            |                               | [ 1 ] |
| Humza Yousaf 17 de mayo de 2016 - 18 de mayo de 2021            |                                                    | Secretario del Gabinete de Justicia                                                |                               | [ 1 ] |
| Fergus Ewing 17 de mayo de 2016 - 18 de mayo de 2021            |                                                    | Secretario del Gabinete de Economía Rural                                          |                               | [ 1 ] |
| Shirley-Anne Somerville 17 de mayo de 2016 - 18 de mayo de 2021 |                                                    | Secretario del Gabinete de Seguridad Social y Personas Mayores                     |                               | [ 1 ] |
| Michael Russell 17 de mayo de 2016 - 18 de mayo de 2021         |                                                    | Secretario del Gabinete para Asuntos Gubernamentales y Relaciones Constitucionales |                               | [ 1 ] |
| Michael Matheson 17 de mayo de 2016 - 18 de mayo de 2021        |                                                    | Secretario del Gabinete de Transportes, Infraestructuras y Conectividad            |                               | [ 1 ] |
| También asisten al Gabinete                                     |                                                    |                                                                                    |                               |       |
| Leslie Evans 17 de mayo de 2016 - 18 de mayo de 2021            |                                                    | Secretaria Permanente                                                              |                               | [ 1 ] |
| Graeme Dey 17 de mayo de 2016 - 18 de mayo de 2021              |                                                    | Ministro de Asuntos Parlamentarios                                                 |                               | [ 1 ] |
| James Wolffe 17 de mayo de 2016 - 18 de mayo de 2021            |                                                    | Lord Advocate                                                                      |                               | [ 1 ] |

### Febrero de 2020-mayo de 2021
| Nombre                                                          | Nombre                                             | Cargo                                                                         | Cargo                         | Ref.  |
| Ministra Principal de Escocia                                   | Ministra Principal de Escocia                      | Ministra Principal de Escocia                                                 | Ministra Principal de Escocia |       |
| --------------------------------------------------------------- | -------------------------------------------------- | ----------------------------------------------------------------------------- | ----------------------------- | ----- |
| Nicola Sturgeon 17 de mayo de 2016 - 18 de mayo de 2021         |                                                    | Ministra Principal de Escocia                                                 |                               | [ 1 ] |
| Viceministro Principal de Escocia                               |                                                    |                                                                               |                               |       |
| John Swinney 17 de mayo de 2016 - 18 de mayo de 2021            |                                                    | Viceministro Principal de Escocia                                             |                               | [ 1 ] |
| John Swinney 17 de mayo de 2016 - 18 de mayo de 2021            | Secretario del Gabinete de Educación y Habilidades |                                                                               |                               | [ 1 ] |
| Ministros                                                       |                                                    |                                                                               |                               |       |
| Kate Forbes 17 de mayo de 2016 - 18 de mayo de 2021             |                                                    | Secretaria del Gabinete de Finanzas                                           |                               | [ 1 ] |
| Jeane Freeman 17 de mayo de 2016 - 18 de mayo de 2021           |                                                    | Secretaria del Gabinete de Salud y Deporte                                    |                               | [ 1 ] |
| Roseanna Cunningham 17 de mayo de 2016 - 18 de mayo de 2021     |                                                    | Secretaria del Gabinete de Medio Ambiente, Cambio Climático y Reforma Agraria |                               | [ 1 ] |
| Fiona Hyslop 17 de mayo de 2016 - 18 de mayo de 2021            |                                                    | Secretaria del Gabinete de Economía, Trabajo Justo y Cultura                  |                               | [ 1 ] |
| Aileen Campbell 17 de mayo de 2016 - 18 de mayo de 2021         |                                                    | Secretaria del Gabinete de Comunidades y Gobierno Local                       |                               | [ 1 ] |
| Humza Yousaf 17 de mayo de 2016 - 18 de mayo de 2021            |                                                    | Secretario del Gabinete de Justicia                                           |                               | [ 1 ] |
| Fergus Ewing 17 de mayo de 2016 - 18 de mayo de 2021            |                                                    | Secretario del Gabinete de Economía Rural y Turismo                           |                               | [ 1 ] |
| Shirley-Anne Somerville 17 de mayo de 2016 - 18 de mayo de 2021 |                                                    | Secretaria del Gabinete de Seguridad Social y Personas Mayores                |                               | [ 1 ] |
| Michael Russell 17 de mayo de 2016 - 18 de mayo de 2021         |                                                    | Secretario del Gabinete de Constitución, Europa y Asuntos Exteriores          |                               | [ 1 ] |
| Michael Matheson 17 de mayo de 2016 - 18 de mayo de 2021        |                                                    | Secretario del Gabinete de Transportes, Infraestructuras y Conectividad       |                               | [ 1 ] |
| También asisten al Gabinete                                     |                                                    |                                                                               |                               |       |
| Leslie Evans 17 de mayo de 2016 - 18 de mayo de 2021            |                                                    | Secretaria Permanente                                                         |                               | [ 1 ] |
| Graeme Dey 17 de mayo de 2016 - 18 de mayo de 2021              |                                                    | Ministro de Asuntos Parlamentarios                                            |                               | [ 1 ] |
| James Wolffe 17 de mayo de 2016 - 18 de mayo de 2021            |                                                    | Lord Advocate                                                                 |                               | [ 1 ] |

### Ministros Menores
| Cargo                                                                         | Nombre        | Nombre                  | Nombre    | Término   |
| ----------------------------------------------------------------------------- | ------------- | ----------------------- | --------- | --------- |
| Ministra de Atención a la Infancia y Primera Infancia                         |               | Maree Todd              |           | 2017–2021 |
| Ministra de Educación Superior, Educación Superior y Ciencia                  |               | Shirley-Anne Somerville |           | 2016–2018 |
| Ministro de Asuntos Parlamentarios y Veteranos                                |               | Joe FitzPatrick         |           | 2016–2018 |
| Ministro de Asuntos Parlamentarios y Veteranos                                |               | Graeme Dey              |           | 2018–2021 |
| Ministro de Energía, Conectividad e Islas                                     |               | Humza Yousaf            |           | 2016–2018 |
| Ministro de Energía, Conectividad e Islas                                     |               | Paul Wheelhouse         |           | 2018–2021 |
| Ministro de Negocios, Trabajo Justo y Habilidades                             |               | Paul Wheelhouse         | 2016–2018 |           |
| Ministro de Negocios, Trabajo Justo y Habilidades                             |               | Jamie Hepburn           |           | 2018–2021 |
| Ministra de Salud Pública, Deporte y Bienestar                                |               | Aileen Campbell         |           | 2016–2018 |
| Ministra de Salud Pública, Deporte y Bienestar                                |               | Joe FitzPatrick         |           | 2018–2020 |
| Ministra de Salud Pública, Deporte y Bienestar                                |               | Mairi Gougeon           |           | 2020-2021 |
| Ministra de Salud Mental                                                      |               | Maureen Watt            |           | 2016–2018 |
| Ministra de Salud Mental                                                      |               | Clare Haughey           |           | 2018–2021 |
| Ministra de Seguridad Comunitaria                                             |               | Annabelle Ewing         |           | 2016–2018 |
| Ministra de Seguridad Comunitaria                                             |               | Ash Denham              |           | 2018–2021 |
| Ministro de Gobierno Local, Vivienda y Planificación                          |               | Kevin Stewart           |           | 2016–2021 |
| Ministra de Seguridad Social                                                  |               | Jeane Freeman           |           | 2016–2018 |
| Ministra para Europa, Migraciones y Desarrollo Internacional                  |               | Alasdair Allan          |           | 2016–2018 |
| Ministra para Europa, Migraciones y Desarrollo Internacional                  |               | Ben Macpherson          |           | 2018–2020 |
| Ministra para Europa, Migraciones y Desarrollo Internacional                  |               | Jenny Gilruth           |           | 2020–2021 |
| Ministro de Negociaciones del Reino Unido sobre el lugar de Escocia en Europa |               | Michael Russell         |           | 2016–2018 |
| Ministra de Personas Mayores e Igualdad                                       |               | Christina McKelvie      |           | 2018–2021 |
| Ministro de Comercio, Inversión e Innovación                                  |               | Ivan McKee              |           | 2018–2021 |
| Ministra de Finanzas Públicas y Migraciones                                   |               | Kate Forbes             |           | 2018–2020 |
| Ministra de Finanzas Públicas y Migraciones                                   |               | Ben Macpherson          |           | 2020–2021 |
| Ministra de Medio Rural y Medio Natural                                       |               | Ben Macpherson          |           | 2020–2021 |
|                                                                               | Mairi Gougeon |                         | 2018-2020 |           |
| Ministra de Política de Drogas                                                |               | Angela Constance        |           | 2020–2021 |